# Associazione Sportiva Latina 1932 1987-1988
Questa voce raccoglie le informazioni riguardanti l'Associazione Sportiva Latina 1932 nelle competizioni ufficiali della stagione 1987-1988.

## Rosa
| N. |                   | Ruolo | Calciatore              |
| -- | ----------------- | ----- | ----------------------- |
|    | Italia (bandiera) | D     | Eugenio Atzori          |
|    | Italia (bandiera) | C     | Roberto Brotini         |
|    | Italia (bandiera) | C     | Massimo Di Giannantonio |
|    | Italia (bandiera) | A     | Carlo Di Mascio         |
|    | Italia (bandiera) | C     | Paolo Doto              |
|    | Italia (bandiera) | C     | Giuliano Duranti        |
|    | Italia (bandiera) | D     | Carmine Fiore           |
|    | Italia (bandiera) | A     | Salvatore Garritano     |
|    | Italia (bandiera) | C     | Gianluca Grande         |
|    | Italia (bandiera) | P     | Davide Pellorca         |
|    | Italia (bandiera) | A     | Gianfranco Mannarelli   |
|    | Italia (bandiera) | C     | Andrea Mitri            |

| N. |                   | Ruolo | Calciatore           |
| -- | ----------------- | ----- | -------------------- |
|    | Italia (bandiera) | P     | Antonio Montecalvo   |
|    | Italia (bandiera) | D     | Gian Piero Morgagni  |
|    | Italia (bandiera) | C     | Fabio Mosca          |
|    | Italia (bandiera) | A     | Oscar Nicodemo       |
|    | Italia (bandiera) | A     | Vincenzo Pietropaolo |
|    | Italia (bandiera) | A     | Luca Piochi          |
|    | Italia (bandiera) | C     | Davide Ciammaruconi  |
|    | Italia (bandiera) | D     | Fabrizio Procesi     |
|    | Italia (bandiera) | D     | Maurizio Sacchi      |
|    | Italia (bandiera) | C     | Pasquale Salerno     |
|    | Italia (bandiera) | D     | Antonio Sciarpa      |
|    | Italia (bandiera) | C     | Gianluca Tei         |
|    | Italia (bandiera) | D     | Viero Vignoli        |

## Risultati

### Campionato

#### Girone di andata
| 20 settembre 1987 1ª giornata | Kroton | 1 – 0 | Latina |  |

| Arbitro: | Roscignoli (Firenze) |

|  |           |                          |
|  | Marcatori | 40’ Fabbiano 74’ Falanga |

| 4 ottobre 1987 3ª giornata | Cavese | 1 – 0 | Latina |  |

| 11 ottobre 1987 4ª giornata | Sorrento | 3 – 0 | Latina |  |

| 18 ottobre 1987 5ª giornata | Latina | 1 – 0 | Ercolanese |  |

| 25 ottobre 1987 6ª giornata | Afragolese | 0 – 0 | Latina |  |

| 1º novembre 1987 7ª giornata | Latina | 1 – 1 | Trapani |  |

| 8 novembre 1987 8ª giornata | Atletico Catania | 1 – 0 | Latina |  |

| 15 novembre 1987 9ª giornata | Latina | 0 – 1 | Pro Cisterna |  |

| 22 novembre 1987 10ª giornata | Giarre | 2 – 1 | Latina |  |

| 29 novembre 1987 11ª giornata | Latina          | 1 – 2 | Benevento | Stadio Comunale\| Arbitro: \| Bortoli (Schio) \| |
| Arbitro:                      | Bortoli (Schio) |       |           |                                                  |

| 6 dicembre 1987 12ª giornata | Palermo | 3 – 0 | Latina |  |

| 13 dicembre 1987 13ª giornata | Latina | 2 – 3 | Juventus Stabia |  |

| 20 dicembre 1987 14ª giornata | Vigor Lamezia | 0 – 0 | Latina |  |

| 3 gennaio 1988 15ª giornata | Latina | 1 – 1 | Turris |  |

| 10 gennaio 1988 16ª giornata | Valdiano 85 | 1 – 0 | Latina |  |

| 17 gennaio 1988 17ª giornata | Latina | 0 – 0 | Siracusa |  |

#### Girone di ritorno
| 24 gennaio 1988 18ª giornata | Latina | 2 – 2 | Kroton |  |

| Arbitro: | Introvigne (Conegliano Veneto) |

|                    |           |  |
| Salerno 82’ (aut.) | Marcatori |  |

| 7 febbraio 1988 20ª giornata | Latina | 3 – 1 | Cavese |  |

| 21 febbraio 1988 21ª giornata | Latina | 1 – 0 | Sorrento |  |

| 28 febbraio 1988 22ª giornata | Ercolanese | 1 – 1 | Latina |  |

| 6 marzo 1988 23ª giornata | Latina | 1 – 0 | Afragolese |  |

| 13 marzo 1988 24ª giornata | Trapani | 1 – 1 | Latina |  |

| 20 marzo 1988 25ª giornata | Latina | 2 – 0 | Atletico Catania |  |

| 2 aprile 1988 26ª giornata | Pro Cisterna | 1 – 1 | Latina |  |

| 10 aprile 1988 27ª giornata | Latina | 1 – 1 | Giarre |  |

| 17 aprile 1988 28ª giornata | Benevento | 1 – 1 | Latina |  |

| 24 aprile 1988 29ª giornata | Latina | 1 – 0 | Palermo |  |

| 8 maggio 1988 30ª giornata | Juventus Stabia | 1 – 0 | Latina |  |

| 15 maggio 1988 31ª giornata | Latina | 1 – 0 | Vigor Lamezia |  |

| 22 maggio 1988 32ª giornata | Turris | 0 – 0 | Latina |  |

| 29 maggio 1988 33ª giornata | Latina | 2 – 2 | Valdiano 85 |  |

| 5 giugno 1988 34ª giornata | Siracusa | 0 – 2 | Latina |  |